# Ernst von Gemmingen (Grundherr)

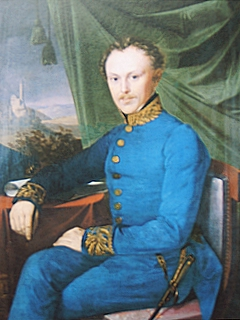
Ernst von Gemmingen (1794–1838)

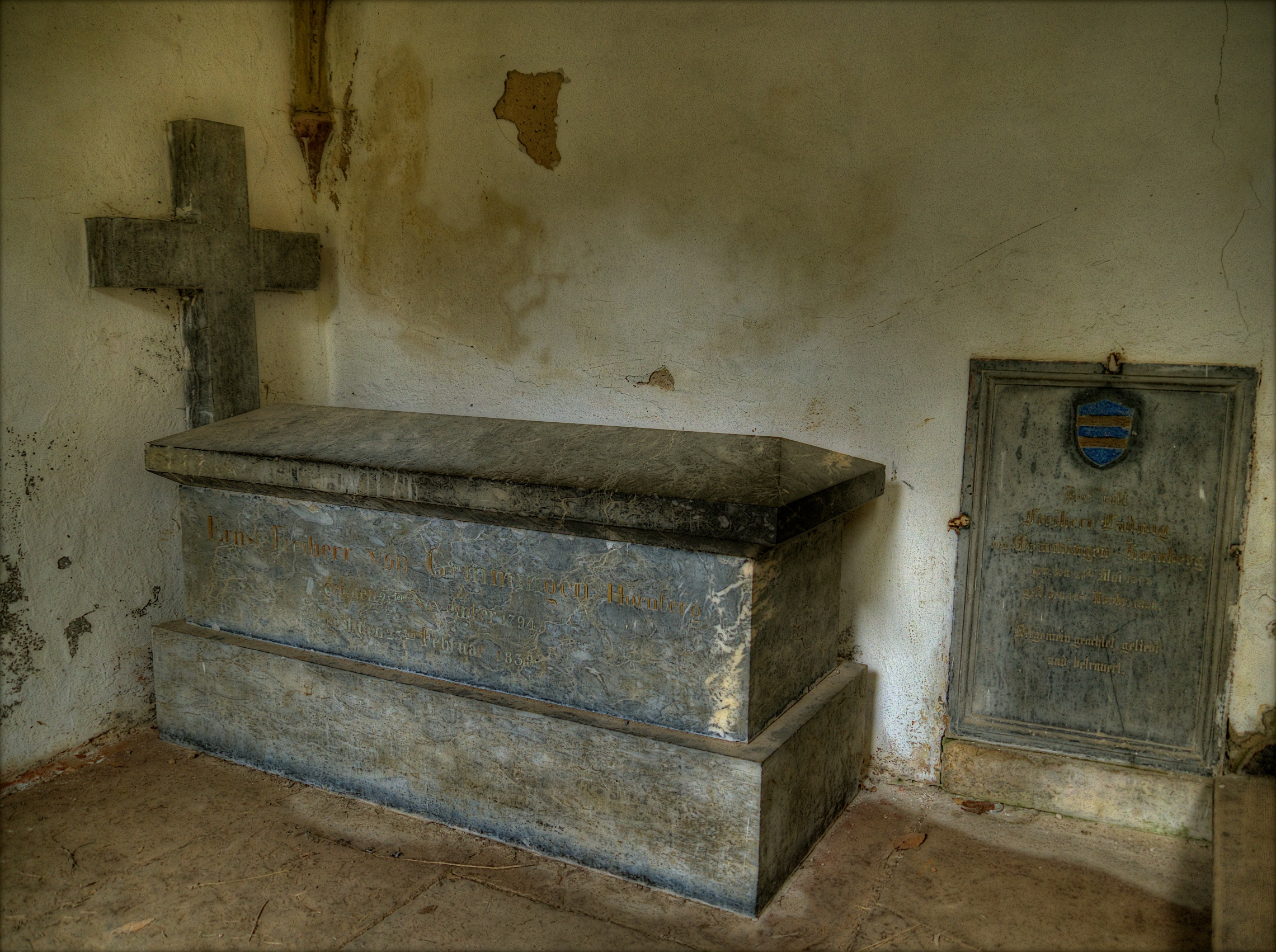
Grabstätte auf Burg Hornberg

Ernst von Gemmingen-Hornberg (* 21. November 1794; † 23. Februar 1838 in Mannheim) war Grundherr in Neckarzimmern und Besitzer von Burg Hornberg.

## Leben
Er war ein Sohn des Ernst von Gemmingen-Hornberg (1759–1813) und der Henriette von Holle (1771–1814). Wie schon der Vater galt auch er als musikalisch höchst begabt und soll schon im Alter von zwölf Jahren mit eigenen Kompositionen beeindruckt haben. Er trat früh in württembergische Militärdienste, diente dort zunächst bei der Infanterie und später bei der Reiterei, kehrte nach dem Tod des Vaters 1813 dem Militär jedoch den Rücken und widmete sich der Verwaltung seiner Güter. Der Hauptwohnsitz der Familie war das Neue Schloss in Neckarzimmern (heute Rathaus), zu seinem Besitz zählte auch die seit etwa 1740 nicht mehr bewohnte Burg Hornberg oberhalb des Ortes, außerdem hatte er Besitz in Beihingen und in Michelfeld. Er heiratete 1820 in Aschaffenburg Charlotte Anna Maria von Horneck und zog später zur besseren Erziehung seiner Kinder nach Mannheim, wo er 1838 an den Röteln verstarb. Er und seine Gattin sind auf dem Burgfriedhof bei Burg Hornberg begraben.

## Familie
Er war ab 1820 verheiratet mit Charlotte Anna Maria von Horneck (1800–1863).
Nachkommen:
- Maria Luise (* 1821) ⚭ Max von Freyberg-Eisenberg
- Auguste (1822–1837)
- Friedrich (1823–1882) ⚭ Pauline Freiin vom Holtz (1837–1921), bekam den Hornberg
- August (1829–1909) ⚭ Anna von Berzeviczy-Bercevicze (1838–1906), bekam Michelfeld
- Franz (1830–1849), starb als Oberleutnant in Ungarn
- Reinhard Ludwig (1837–1871), bekam Beihingen, blieb ledig